# Tełesziwka
Tełesziwka (ukr. Телешівка) – wieś na Ukrainie, w obwodzie kijowskim, w rejonie białocerkiewskim, w hromadzie Rokytne. W 2001 liczyła 1427 mieszkańców.